# 알바세테도
알바세테도(스페인어: Albacete)는 스페인 중부에 위치한 카스티야라만차 지방의 주로, 주도는 알바세테이다. 알바세테 주는 그라나다 주와 무르시아 지방, 알리칸테 주, 발렌시아 주, 쿠엥카 주, 시우다드레알 주, 하엔 주와 경계를 맞대고 있으며 인구는 400,891명(2009년 기준), 면적은 14,858km2이다.